# Черкасов Ельдар Вікторович
Ельдар Вікторович Черкасов (15 березня 1979 — 23 лютого 2021) — український науковець-патологоанатом, доктор медичних наук (2016), професор (2019).

## Життєпис

Могила Ельдара Черкасова та його батька, Байкове кладовище

Народився 15 березня 1979 року. Батько — науковець-анатом, доктор медичних наук Віктор Черкасов (1953—2020).
В 2002 році закінчив лікувальний факультет № 1 Національного медичного університету імені О. О. Богомольця з відзнакою.
2002—2004 — старший лаборант кафедри патологічної анатомії.
2004—2013 — асистент кафедри патологічної анатомії.
2013—2018 — доцент кафедри патологічної анатомії № 1.
З 2018 року працював професором кафедри патологічної анатомії № 1.
У 2005 році захистив кандидатську дисертацію на тему «Морфофункціональна характеристика слизової оболонки цибулини дванадцятипалої кишки при дуоденіті та виразковій хворобі дванадцятипалої кишки, асоційованих з Helicobacter pylori».
У 2016 році захистив дисертацію на здобуття наукового ступеню доктора медичних наук на тему «Структурні зміни в тимусі за умов експериментальної опікової хвороби».
Ельдар Вікторович Черкасов мав близько 80 друкованих робіт, в тому числі в журналах, які входять до Scopus.
Раптово помер на 42-му році життя 23 лютого 2021 року. Похований разом з батьком на Байковому кладовищі (ділянка № 33, 50°25′2.85″ пн. ш. 30°30′8.41″ сх. д. / 50.4174583° пн. ш. 30.5023361° сх. д.).